# Richard Krajicek
Richard Krajicek (Rotterdam, 6. prosinca 1971.) umirovljeni nizozemski tenisač.
Svoj prvi turnir osvojio je još 1991. godine u Hong Kong pobijedivši u finalu Wallya Masura. Najveći uspjeh osvajanje Wimbledona 1996. godine. U finalu je pobijedio MaliVai Washingtona (6–3, 6–4, 6–3). Osvojio je još dva turnira iz Masters serije: Stuttgart 1998., i Miami 1999. godine. Umirovio se 2003. godine. 

## Zanimljivosti
Nakon što se umirovio osnovao je The Richard Krajicek Foundation, udrugu za izgradnju teniskih terena u Nizozemskoj.

## Vanjske poveznice
- Profil Richarda Krajiceka
- Richard Krajicek Foundation  Arhivirana inačica izvorne stranice od 27. travnja 2009. (Wayback Machine)